# Wu Xianghu
Wu Xianghu (chiń. 吴湘湖, pinyin Wú Xiānghú), urodzony w 1964 - zmarł 2 lutego 2006, był chińskim dziennikarzem. Zastępca redaktora naczelnego Wiadomości wieczornych Taizhou (chiń. 台州晚报, pinyin Táizhōu Wǎnbào, ang. Taizhou Evening News), Wu zmarł w rezultacie ciężkiego pobicia przez policję drogową.
19 października 2005, Wu opublikował artykuł będący wynikiem śledztwa dotyczącej sposobu pobierania opłat za licencje na rowery elektryczne w Dziale Pojazdów Niemotorowych dzielnicy Jiaojiang w Taizhou. Według niego, wiele z tych opłat było zawyżonych, a niektóre (np. ubezpieczenie, w konkretnej firmie) nie miały żadnego umocowania prawnego. 
Następnego dnia, do biura przybyło kilkudziesięciu policjantów z Biura Ruchu Drogowego, domagając się natychmiastowych przeprosin i obietnicy zamieszczenia sprostowania. Wu wyjaśnił, że sprawa była dogłębnie zbadana w kilku biurach urzędów miejskich, a przed publikacją została sprawdzona przez Miejski Komitet Dyscyplinarny Partii w Taizhou i nie ma podstaw by uznać konieczność zamieszczenia sprostowania ani przeprosin. Według relacji licznych świadków, dowódca policji, kapitan Li Xiaoguo oświadczył, że dzisiaj nie będzie oficerem policji, po czym uderzył reportera w głowę teczką. Wywiązała się szarpanina, a Li nakazał kilkunastu podwładnym wyniesienie Wu z biura i trzymać świadków z daleka. Według Wu, został bardzo ciężko pobity w windzie, m.in. skopany metalowymi częściami butów. Inni reporterzy sfotografowali, jak policja wynosi Wu do samochodu policyjnego, podczas gdy ten cały czas wzywał pomocy. Ostatecznie po negocjacjach redaktora naczelnego gazety, Wu został wypuszczony.
Wu zmarł 2 lutego 2006 w rezultacie odniesionych obrażeń, bezpośrednio - uszkodzenia wątroby i niewydolności nerek. Według hongkońskiej gazety South China Morning Post, władze zakazały pisania artykułów w tej sprawie. Li Xiaoguo został ostatecznie wyrzucony z Partii Komunistycznej.

## Odnośniki
- Raport Newspaper editor dies after police beating Komitetu na Rzecz Ochrony Dziennikarzy, 6 lutego 2006
- Publikacja w języku chińskim z Wiadomości wieczornych Taizhou na temat pobicia reportera
- Angielskie tłumaczenia kluczowych artykułów w chińskiej prasie
- Artykuł Dziennikarz zmarł wskutek dalszych represji wobec dziennikarzy - IFEX, 7 lutego 2006
- Jane Macartney Redaktor umiera po pobiciu przez policję The Times, 7 lutego 2006